# 로넌 루빈스타인
로넌 루빈스타인(영어: Ronen Rubinstein, 1993년 11월 7일 ~ )은 이스라엘에서 태어난 미국의 배우이다. 《9-1-1: 론 스타》의 TK 스트랜드 역으로 잘 알려져 있다.

## 출연 작품

### 텔레비전
- 오렌지 이즈 더 뉴 블랙 (2015)
- 9-1-1: 론 스타 (2020-현재)

### 영화
- 디태치먼트 (2011)
- 사랑인줄 알았어 (2013, It Felt Like Love)
- 제이미 막스는 죽었다 (2014)
- 썸 카인드 오브 헤이트 (2015)
- 녀석들의 졸업백서 (2018)
- Brooklyn Love Stories (2019)
- 스마일 페이스 킬러 (2020)
- 팔로우 미 (2020)